# Kate Upton

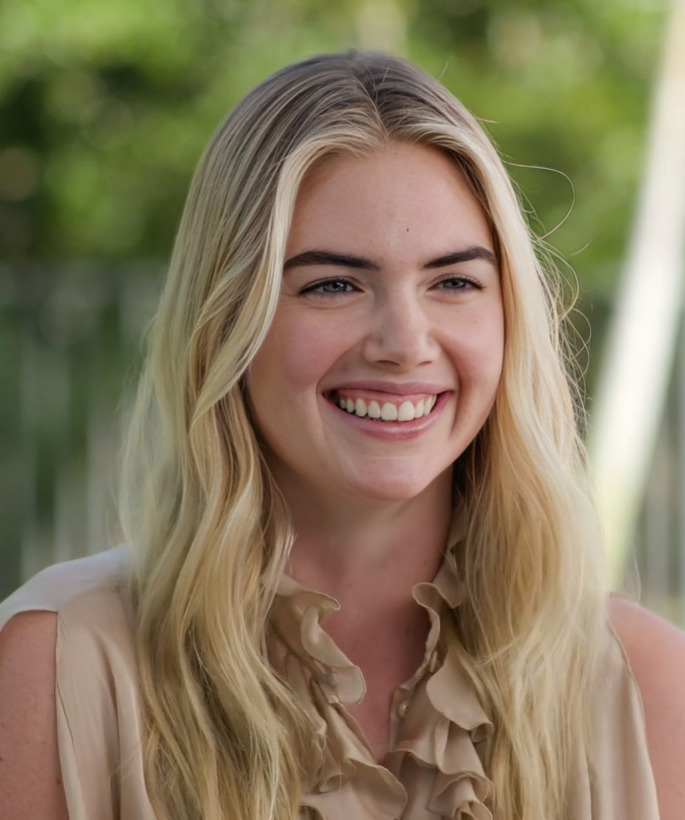
Kate Upton (2021)

Katherine Elizabeth „Kate“ Upton (* 10. Juni 1992 in St. Joseph, Michigan) ist ein US-amerikanisches Model und eine Schauspielerin.

## Leben
Kate Upton wurde 1992 als Tochter der ehemaligen Tennisspielerin Shelley und des Sportlehrers Jeff Upton in Michigan geboren und wuchs in Florida auf. Ihr Onkel ist der republikanische Politiker Fred Upton.
Upton nahm 2008 an einem Casting der Agentur Elite Model Management in Miami teil und wurde noch am selben Tag unter Vertrag genommen. Später wechselte sie zur New Yorker Modelagentur IMG Models. Es folgten Aufträge für die Modelabel Garage, Dooney & Bourke und Guess, für die sie unter anderem von Ellen von Unwerth fotografiert wurde.
Der Durchbruch gelang ihr mit ihrem Auftreten in der Bademodenausgabe von Sports Illustrated. Nachdem sie bereits als 2011 Swimsuit Issue Rookie of the Year ausgezeichnet worden war, wurde sie 2012 und 2013 Cover-Girl der Sports Illustrated Swimsuit Issue. Upton war beim Fotoshooting für die Ausgabe 2013 das erste Bademoden-Model, das jemals auf dem Kontinent Antarktika fotografiert wurde.
Im Rahmen des Hackerangriffs auf private Fotos von Prominenten 2014 wurden Nacktbilder von ihr im Internet über das Imageboard 4chan veröffentlicht. Im November 2017 heiratete sie den US-amerikanischen Baseballspieler Justin Verlander, mit dem sie seit 2014 liiert ist. Im November 2018 kam eine gemeinsame Tochter zur Welt. Im Juni 2025 wurden beide Eltern eines Sohnes.

## Filmografie (Auswahl)
- 2011: Tosh.0 (Fernsehserie, Episode 3x14)
- 2011: Aushilfsgangster (Tower Heist)
- 2012: Die Stooges – Drei Vollpfosten drehen ab (The Three Stooges)
- 2014: Die Schadenfreundinnen (The Other Woman)
- 2017: Wild Man
- 2017: The Disaster Artist
- 2017: Mister before Sister (The Layover)
- 2018: Robot Chicken (Fernsehserie, Episode 9x18, Stimme)
- 2024: Sweet Dreams